# Avan (Hortlax socken, Norrbotten)
Avan är en sjö i Piteå kommun i Norrbotten och ingår i Rokån-Jävreåns kustområde. Sjön är 4 meter djup, har en yta på 0,898 kvadratkilometer och är belägen 4 meter över havet. Sjön avvattnas av vattendraget Avabäcken.

## Delavrinningsområde
Avan ingår i det delavrinningsområde (725254-176234) som SMHI kallar för Ovan Höträskb.. Medelhöjden är 14 meter över havet och ytan är 7,54 kvadratkilometer. Det finns inga avrinningsområden uppströms utan avrinningsområdet är högsta punkten. Avrinningsområdets utflöde Avabäcken mynnar i havet. Avrinningsområdet består mestadels av skog (43 procent), öppen mark (15 procent) och jordbruk (20 procent). Avrinningsområdet har 0,94 kvadratkilometer vattenytor vilket ger det en sjöprocent på 12,4 procent. Bebyggelsen i området täcker en yta av 0,57 kvadratkilometer eller 8 procent av avrinningsområdet.